# Edisons 2022
De Edison is een jaarlijkse muziekprijs voor geluidsdragers. Er worden Edisons uitgereikt in de categorieën pop, jazz en klassiek.

## Pop
De uitreiking van de Edisons 2022 (Pop) vond plaats op 11 april 2022 in het AFAS Theater in Leusden.
De nominaties voor de Edisons 2022 werden op 14 & 15 februari 2022 bekendgemaakt in verschillende radio- en tv-programma's.
De jury stond onder leiding van Wilbert Mutsaers (Spotify Benelux), met als overige leden Coco Hermans (Radio 538), Daniel Dekker (Radio 5), Fernando Halman (FunX), Hester Carvalho (NRC), Martijn Biemans (Qmusic) en Max van Bossé (Melkweg).

### Winnaars en Genomineerden
(Per categorie worden de drie genomineerden weergegeven. De winnaar wordt als eerste genoemd en staat in vet gedrukt.)
- Oeuvreprijs
  - Guus Meeuwis

- Alternative
  - Froukje - Licht en Donker
  - Wies - Het Is Een Wies
  - S10 - 2021 Single Releases

- Dance
  - Tiësto - 2021 Single Releases
  - Martin Garrix - 2021 Single Releases
  - Lucas & Steve - 2021 Single Releases

- Hollands
  - Mart Hoogkamer - 2021 Single Releases
  - Samantha Steenwijk - 2021 Single Releases
  - Gerard Joling - 2021 Single Releases

- Nederlandstalig
  - Racoon - Spijt is iets voor later
  - Suzan & Freek - Dromen In Kleur
  - Maan - 2021 Single Releases

- Nieuwkomer
  - MEAU - 2021 Single Releases
  - Flemming - Amsterdam
  - Antoon - 2021 Single Releases

- Videoclip
  - Chef'Special- Afraid Of The Dark
  - Goldband - Noodgeval
  - Sjaak - Trompetisto

- Hiphop
  - Lijpe - Verzegeld
  - Frenna - Highest
  - Kevin - Grote Versnelling

- Song van het jaar
  - Snelle & Maan - Blijven Slapen
  - MEAU - Dat heb jij gedaan
  - S10 ft. Frenna & Kevin - Adem Je In (Remix)

- Rock
  - Son Mieux - The Mustard Seed
  - Claw Boys Claw - Kite
  - Jett Rebel - Pre-Apocalypse Party Playlist

- Pop
  - Davina Michelle - 2021 Single Releases
  - Suzan & Freek - Dromen In Kleur
  - Snelle - Lars

- Album van het jaar
  - Suzan & Freek - Dromen In Kleur
  - Snelle - Lars
  - Jack $hirak - Talou

## Jazz
De uitreiking van de Edisons 2022 (Jazz) vond plaats op 7 oktober 2024 in het AFAS Theater in Leusden. De nominaties werden bekendgemaakt op radiozender Sublime. De jury bestond uit  Andrew Makkinga, Angelique Houtveen, Annie van der Velde, Co de Kloet, Michelle Kuypers en Imme Schade van Westrum.

### Winnaars en Genomineerden
(Per categorie worden de genomineerden weergegeven. De winnaar wordt als eerste genoemd en staat in vet gedrukt.)
- Oeuvreprijs
  - Dick de Graaf

- Jazzism Edison Publieksprijs
  - Jan van Duikeren’s JVD4 & Metropole Orkest Strings - Short Stories
  - Kika Sprangers & Pynarello - No Man’s Land
  - Dennis van Aarssen - How To Live
  - Fay Claassen, David Linx & WDR Big Band Cologne - And Still We Sing
  - Paradox Jazz Orchestra - Remembering The Skymasters
  - New Cool Collective - Yunikön
  - Rembrandt Trio - A Wind Invisible Sweeps Us Through The World
  - Teus Nobel - Tanto Amor, Celebrating The Music Of Ivan Lins
  - Dutch Swing College Band - The Legendary Albums And More

- Nationaal
  - Jan van Duikeren’s JVD4 & Metropole Orkest Strings - Short Stories
  - Tony Overwater | Atzko Kohashi - Crescent
  - Liquid Spirits - Years

- Nationaal vocaal
  - Janne Schra & de Vogels - In de regen
  - Lillian Vieira - Seguir Vivendo
  - Marta Arpini - I Am A Gem

- Internationaal
  - Brandee Younger - Somewhere Different
  - Christian McBride & Inside Straight - Live at the Village Vanguard
  - Immanuel Wilkins - The 7th Hand

- Internationaal vocaal
  - Cécile McLorin Salvant - Ghost Song
  - Michael Mayo - Bones
  - Veronica Swift - This Bitter Earth

- R&b/soul/funk
  - Jazmine Sullivan - Heaux Tales
  - Yebba - Dawn
  - Jon Batiste - WE ARE

- Het document
  - Fay Claassen - Fay Live (2LP | 8CD sleeve)
  - Alice Coltrane - Kirtan: Turiya Sings
  - Various / OST - Summer of Soul Soundtrack (…Or, When The Revolution Could Not Be Televised)

- Global
  - Peter Somuah - Outer Space
  - New Cool Collective - YUNIKōN
  - Ignacia Maria Gomez - Belesia

## Klassiek
De uitreiking van de Edisons 2022 (Klassiek) vond plaats op 7 oktober 2024 in het AFAS Theater in Leusden. De jury bestond uit Peter van der Lint, Mirjam Wijzenbeek, Dorien van Londen, Jet Berkhout, Kenne Peters, Robin de Bruyn en Micha Spel.

### Winnaars en Genomineerden
(Per categorie worden de genomineerden weergegeven. De winnaar wordt als eerste genoemd en staat in vet gedrukt.)
- Oeuvreprijs
  - Robert Holl

- Debuut
  - Klaus Mäkelä / Oslo Philharmonic - Sibelius - Symphonies
  - Bruce Liu - Winner 18th Fryderyk Chopin Piano Competition
  - Christian Li / Melbourne Symphony Orchestra - Vivaldi: The Four Seasons

- Solo instrument
  - Hannes Minnaar - Goldberg Variations
  - Ophélie Gaillard, Pulcinella - A Night in London
  - Beatrice Rana - Chopin: Etudes en Scherzi

- Solo vocaal
  - Sabine Devieilhe, Raphael Pichon - BACH – HANDEL
  - Christian Gerhaher - Schoeck: Elegie, Op. 36
  - Lise Davidsen / Leif Ove Andsnes - Edvard Grieg

- Kamermuziek
  - Lucas & Arthur Jussen - Dutch Masters
  - Cuarteto Casals - Wolfgang Amadeus Mozart: string quartets
  - Belcea Quartet / Tabea Zimmermann / Jean-Guihen Queyras - Brahms - String Sextet

- Orkest
  - Akademie für alte Musik Berlin, feat. Isabelle Faust, Antoine Tamestit ( viola) - Johann Sebastian Bach: Brandenburg Concertos
  - Netherlands Radio Philharmonic Orchestra / Bernard Haitink - Bruckner No. 7
  - The Philadelphia Orchestra, Yannick Nézet-Séguin - Florence Price: Symphonies 1 & 3

- Koor
  - Ensemble Pygmalion, Raphaël Pichon - Johann Sebastian Bach: Matthäus-Passion
  - Ensemble Correspondances o.l.v. Sébastien Daucé - Michel-Richard De Lalande: Grands motets
  - Estonian Philharmonic Chamber Choir / Kaspar Putninš - Liturgy of St. John Chrysostom

- Opera
  - Les Siècles o.l.v. François-Xavier Roth - Claude Debussy: Pelléas & Mélisande
  - Michael Spyres; Julie Fuchs; Sabine Devieilhe; Elsa Dreisig - Mozart: Mitridate, Re di Ponto
  - Cappella Mediterranea / Leonardo Garciá Alarcón - L'Orfeo

- Neo klassiek
  - Max Richter - Exiles
  - Lavinia Meijer - Are You Still Somewhere?
  - Viktor Orri Árnason: Eilífur
- Het document
  - Chor & Symphonieorchester des Bayerischen Rundfunks / Riccardo Muti - Messa di Requiem
  - Wilhelm Furtwängler - The complete Wilhelm Furtwängler on record
  - Christian Gerhaher - Schumann: Alle Lieder
- De ontdekking
  - Jeanine de Bique - Mirrors
  - Emily d’Angelo - Enargeia
  - Lea Desandre, Thomas Dunford & Jupiter Ensemble - Amazone

1960 · 1961 · 1962 · 1963 · 1964 · 1965 · 1966 · 1967 · 1968 · 1969 · 1970 · 1971 · 1972 · 1973 · 1974 · 1975 · 1976 · 1977 · 1978 · 1979 · 1980 · 1981 · 1982 · 1983 · 1984 · 1985 · 1986 · 1987 · 1988 · 1989 · 1990 · 1991 · 1992 · 1993 · 1994 · 1995 · 1996 · 1997 · 1998 · 1999 · 2000 · 2001 · 2002 · 2003 · 2004 · 2005 · 2006 · 2007 · 2008 · 2009 · 2010 · 2011 · 2012 · 2013 · 2014 · 2015 · 2016 · 2017 · 2018 · 2019 · 2020 · 2021 · 2022 · 2023 · 2024